# D-A-CH

La regione D-A-CH

D-A-CH o DACH è una sigla che identifica i principali Paesi europei che compongono l'area linguistica tedesca, ovvero dove il tedesco standard è parlato e conosciuto. È formata dalla composizione giustapposta delle sigle internazionali di tali Paesi:
- D (per Germania, Deutschland in tedesco)
- A (per Austria)
- CH (per la Svizzera, dal Latino Confoederatio Helvetica).

## Utilizzo

Mappa del sistema di elettrificazione ferroviaria in Europa

La parola viene utilizzata, per esempio:
- In titoli di eventi, quali conferenze ( "Assemblea D-A-CH ") o progetti di comunità di questi tre stati e mappe per il GPS, che coprono l'area di questi stati.[1]
- In linguistica, Istituto per la lingua tedesca.
- Nutrizione: la società tedesca per la nutrizione (Deutsche Gesellschaft für Ernährung e.V., DGE), la società austriaca per la nutrizione (Österreichische Gesellschaft für Ernährung, ÖGE), la società svizzera per la ricerca nutrizionale (Schweizerische Gesellschaft für Ernährungsforschung, SGE) e l'associazione svizzera per la nutrizione (Schweizerische Vereinigung für Ernährung, SVE) hanno nel 2000 per la prima volta unito i propri valori di riferimento per l'assunzione di nutrienti, designati come valori di riferimento DACH.
- Nel sistema di elettrificazione ferroviaria.